# Bonnac-la-Côte
 Bonnac-la-Côte  (en occitano Bonac) es una población y comuna francesa, situada en la región de Lemosín, departamento de Alto Vienne, en el distrito de Limoges y cantón de Ambazac.

## Demografía
| 793 | 829 | 719 | 805 | 998 | 1166 | 1481 |
| Para los censos de 1962 a 1999 la población legal corresponde a la población sin duplicidades (Fuente: INSEE [Consultar]) |     |     |     |     |      |      |